# Clínica

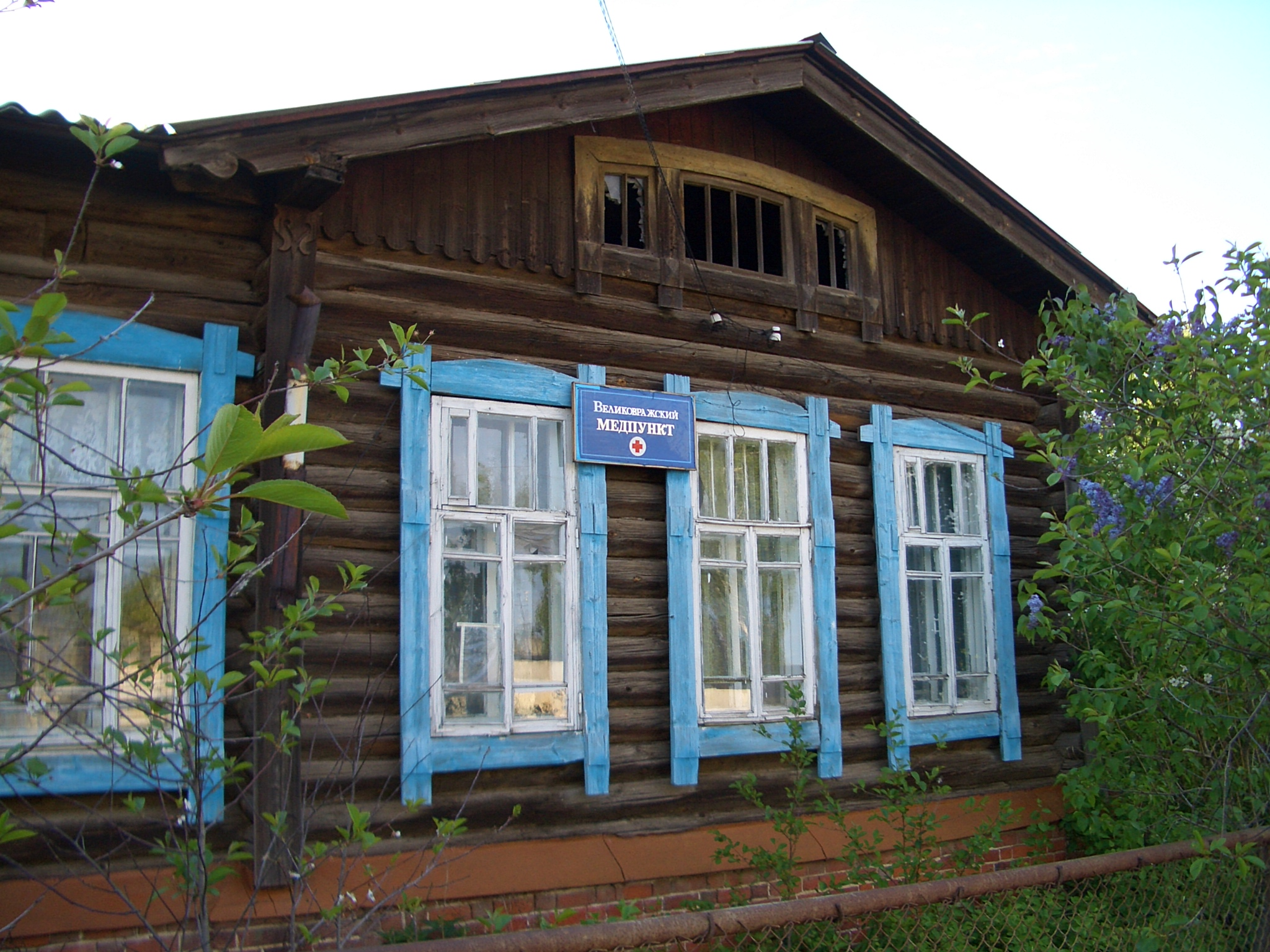
Punto de acceso de atención médica, que brinda atención primaria de salud a los residentes del pueblo de Veliki Vrag, en el óblast de Nizni Nóvgorod, en Rusia.

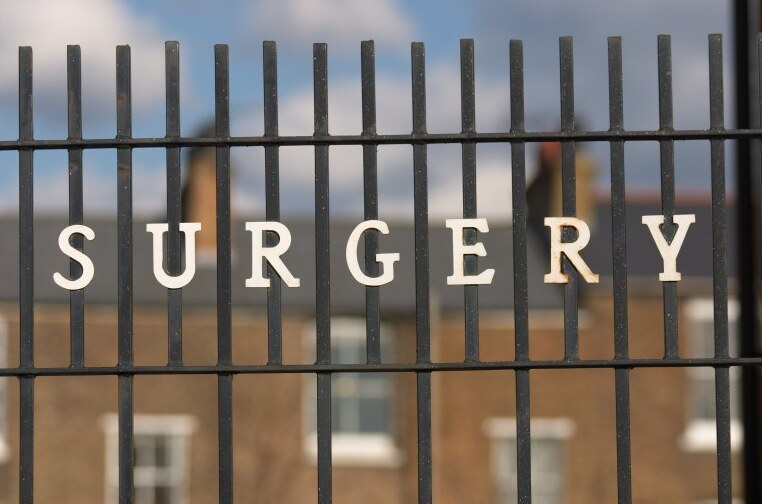
Entrada a una clínica quirúrgica en Greenwich, Londres.

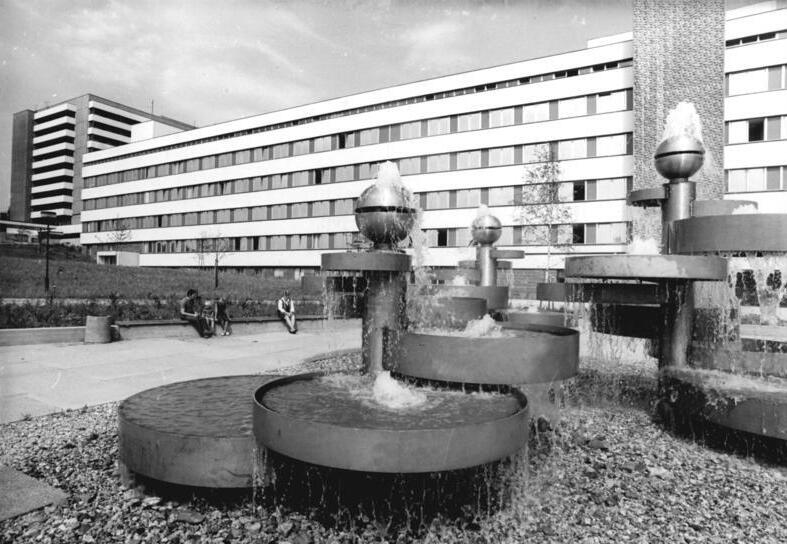
Policlínica de Chemnitz, Alemania.

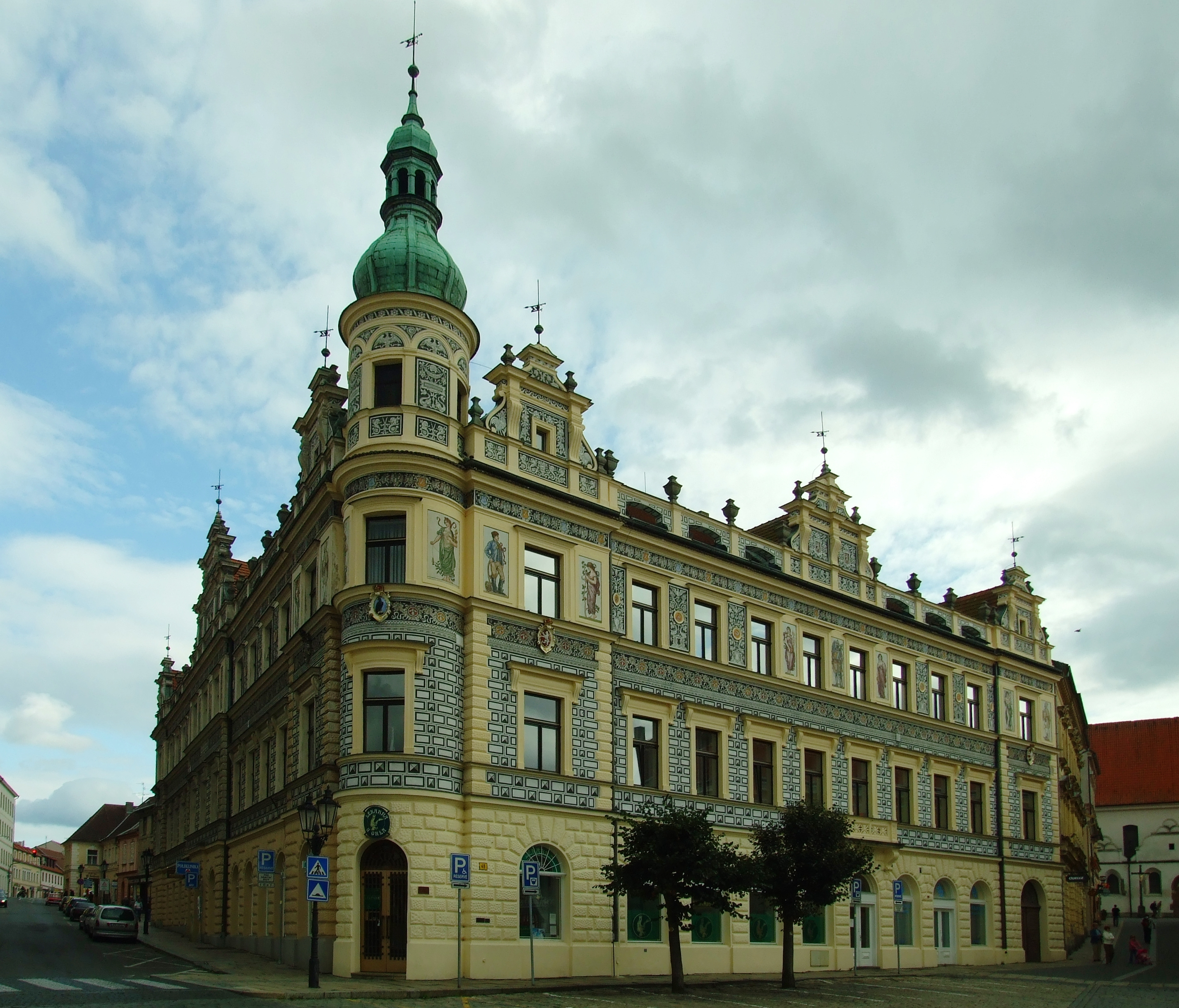
Policlínica en Písek, República Checa.

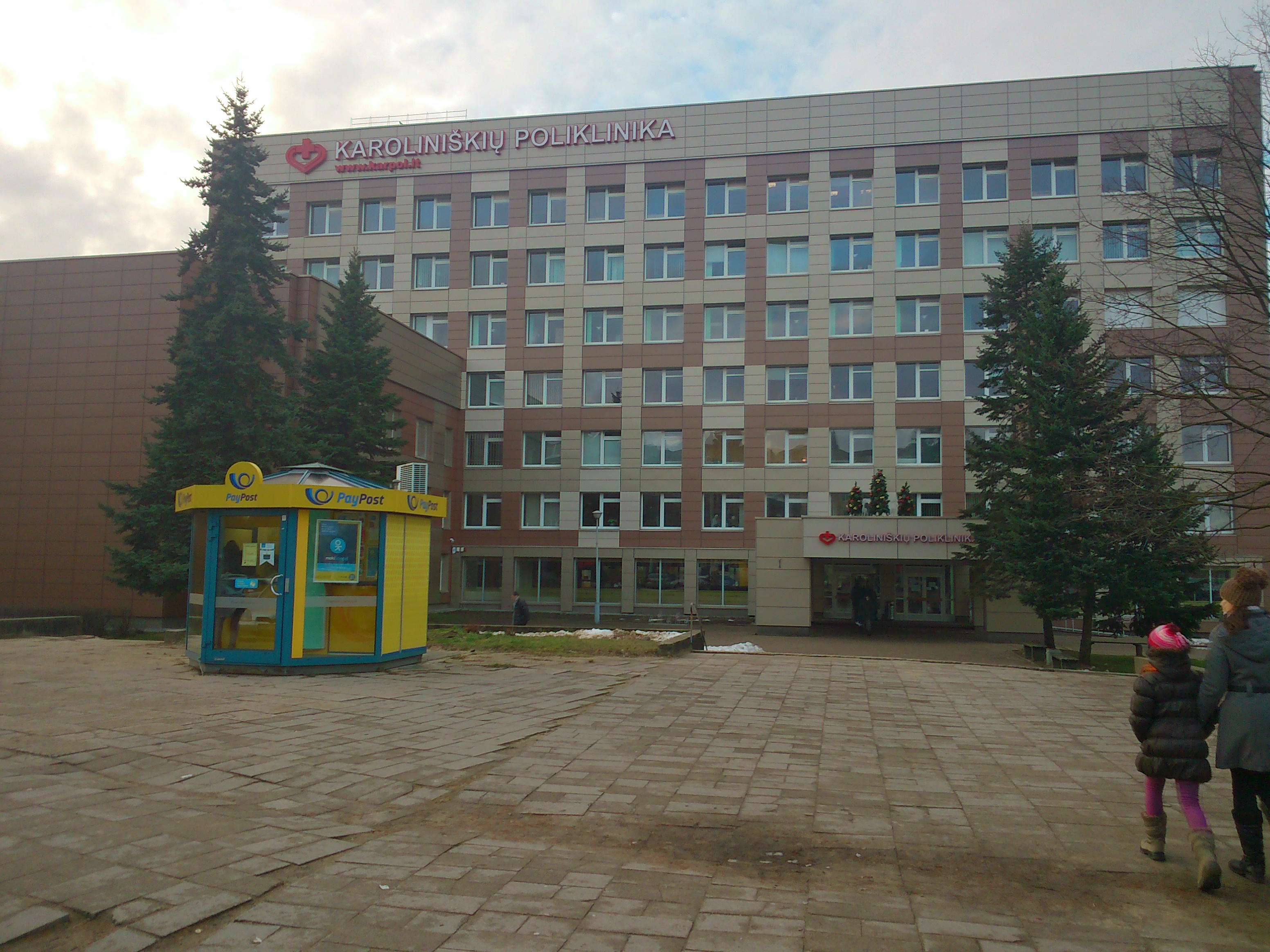
Policlínica en Vilnius, en Karoliniškės, Lituania.

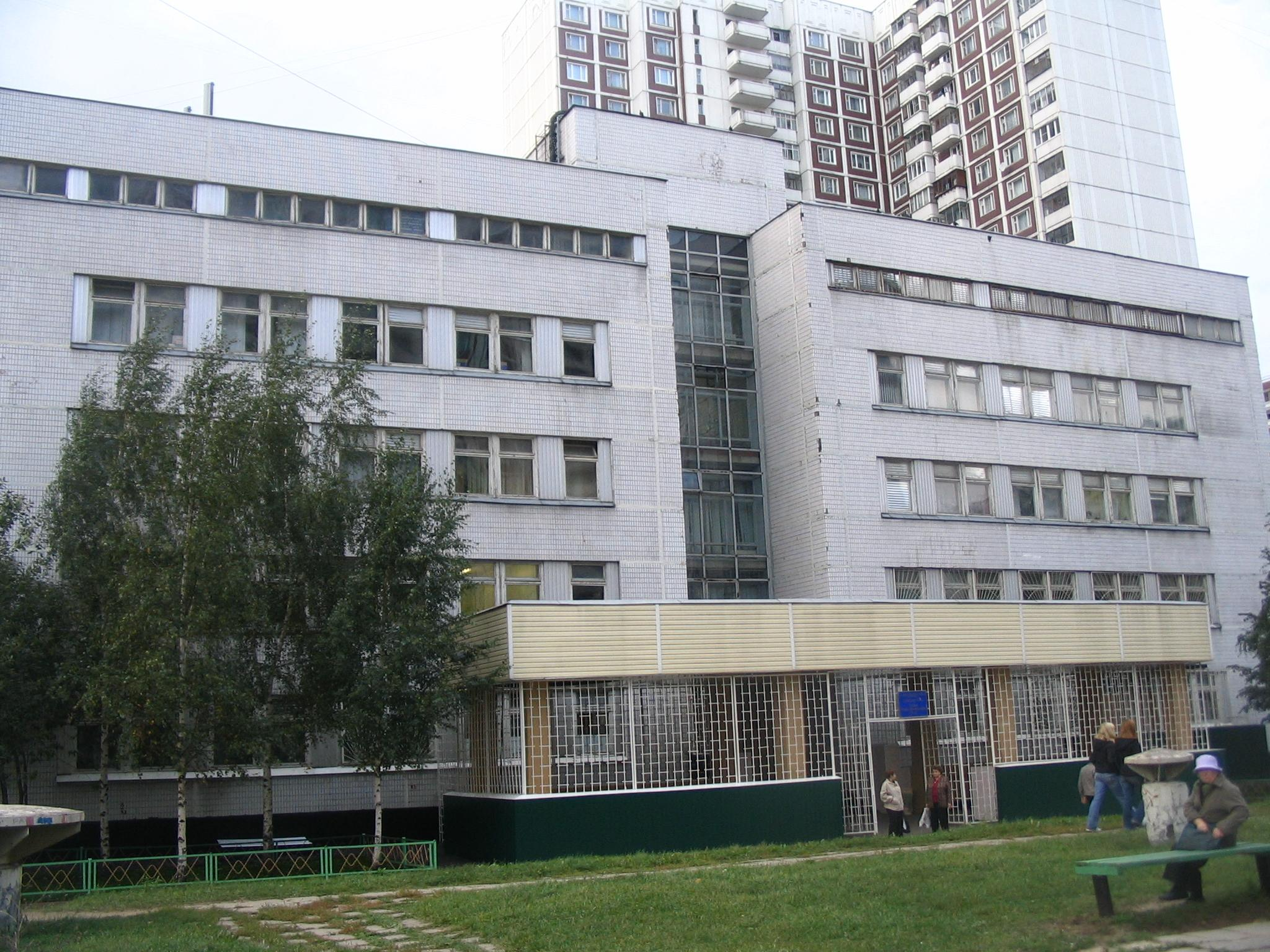
Policlínica pediátrica en Moscú (Novokosino, distrito municipal).

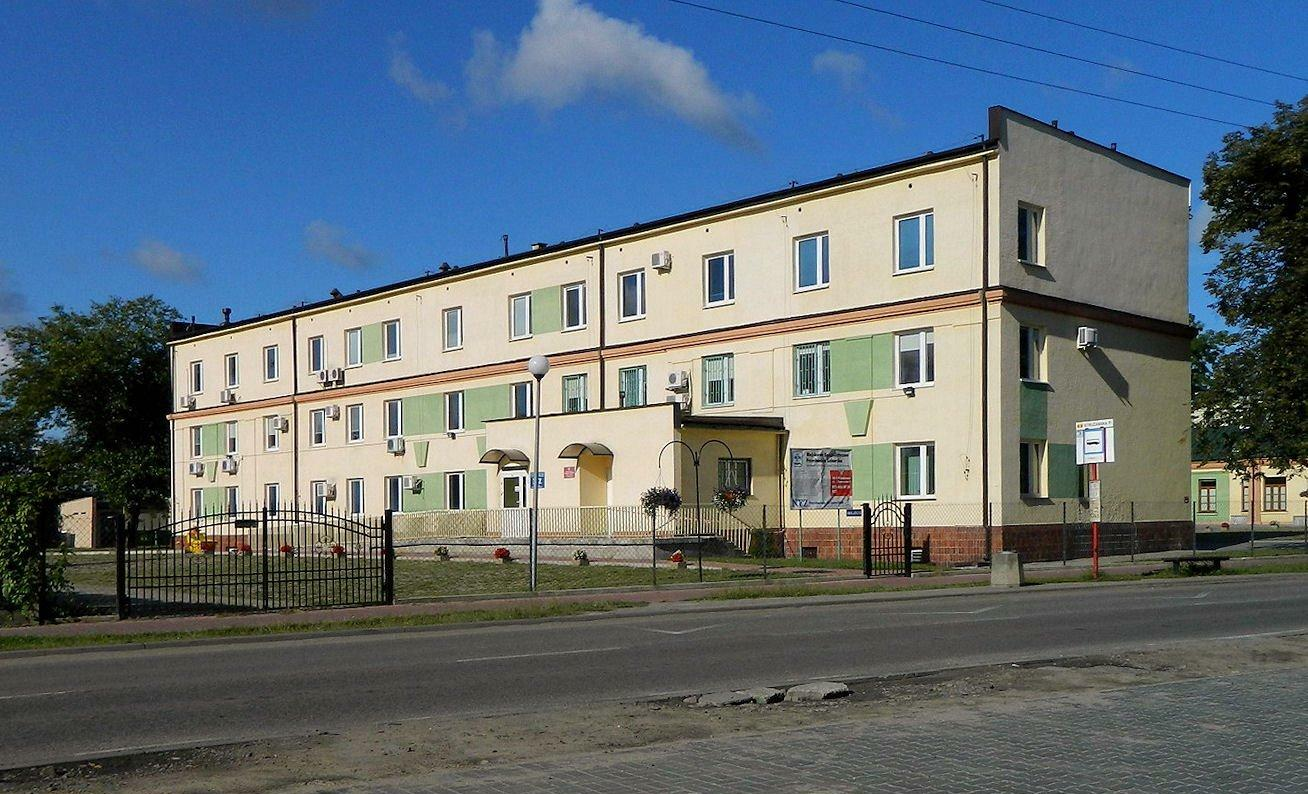
Policlínica militar en Legionowo, Polonia.

La clínica (del griego griego κλινική , 'acostarse, inclinarse'  moldeado con el sufijo -ikos a partir de κλίνη, 'cama,lecho') sigue los pasos de la semiología, ciencia y arte de la medicina, en el proceso indagatorio orientado al diagnóstico de una situación patológica (enfermedad, síndrome, trastorno, etc.), basado en la integración e interpretación de los síntomas y otros datos aportados por la anamnesis durante la entrevista clínica con el paciente, los signos de la exploración física y la ayuda de exploraciones complementarias de laboratorio y de pruebas de imagen. Con el diagnóstico de una enfermedad se pauta un tratamiento.
Tradicionalmente la clínica es el diagnóstico realizado al pie de la cama del enfermo a través del relato de su sintomatología y de los signos obtenidos en la exploración física.
El clínico es aquel médico que diagnostica y trata a sus pacientes.
También se llama clínica al hospital o al centro de salud donde el médico diagnostica y trata a personas con problemas de salud, si bien esto aplica comúnmente a los centros privados mientras que para los públicos aplica el nombre hospital propiamente dicho.
La historia clínica es donde se recogen todos los datos clínicos.

## Historia
El concepto de clínica es muy antiguo, sufriendo un proceso evolutivo que ha continuado a lo largo de la historia, recibiendo un importante impulso en su desarrollo inicial con los médicos griegos como Hipócrates en el siglo V antes de Cristo y luego en la Edad Media y en el Renacimiento, fundamentalmente en los asilos u hosterías, después hospitales para desposeídos, enfermos y ancianos abandonados en Holanda, Francia e Italia. 
El referente histórico sobre movimientos de creación de cátedras e institutos clínicos data de los siglos XVII y XVIII en toda Europa, en donde la enfermedad se presenta al observador de acuerdo con síntomas y signos. Los unos y los otros se distinguen por su valor semántico, así como por su morfología. En esa etapa, la relación entre el clínico y el enfermo era
directa, por lo que son las habilidades del explorador, su inteligencia, sus destrezas motoras y sensitivas, y unos pocos instrumentos, con los que se obtenían los resultados finales para la elaboración del diagnóstico a la par del lecho del enfermo.
Esta situación se mantuvo casi inalterable hasta después de la Segunda Guerra Mundial, cambio relacionado con el rápido desarrollo tecnológico de la segunda mitad del siglo pasado. El desarrollo tecnológico favoreció una mayor sensibilidad y especificidad en el diagnóstico, dando lugar a un gran número de nuevas enfermedades, únicamente identificables gracias a equipos y pruebas de laboratorio sofisticados.
Existen varios tipos de clínicas que han sido fundadas durante las últimas décadas, donde estas diversan y sirven a medicina general o especialidades. y se distinguen a la evolución de los hospitales

## Método clínico
El método clínico es el conjunto de pasos que se siguen para la elaboración del diagnóstico de una enfermedad. Forma parte de la construcción del conocimiento médico que recorre la semiología clínica.También podría decirse que es el estudio profundo de un caso en particular; sin embargo puede que se atienda a un grupo, familia, etc. A su vez es válido aclarar que hay otras ciencias que utilizan este método y no es exclusivo de la medicina.

### Fases del proceso
- Se parte de las molestias subjetivas comunicadas al médico por el paciente, es decir, por los síntomas. El conocimiento de los síntomas permite al médico iniciar un diagnóstico diferencial.
- A continuación, el médico explorará al paciente para encontrar las alteraciones objetivas o signos clínicos que este sufre. En este momento, el diagnóstico se considerará de presunción.
- Para llegar al diagnóstico clínico definitivo, a veces, se requiere realizar exploraciones complementarias, como las que se realizan mediante exámenes de laboratorio, o de diagnóstico por la imagen (radiografías, ecografías, resonancias magnéticas) o electrodiagnóstico (electrocardiogramas) etc.
- El diagnóstico clínico puede ser parcial o incompleto; lo que implica que el verdadero diagnóstico definitivo, sea el que se realice en un examen post-mortem, a este diagnóstico se le denomina diagnóstico anatomopatológico (o etiológico).

Una vez diagnosticada la enfermedad o entidad nosológica, se procederá a su pronóstico, tratamiento y profilaxis.